# Gurupi
Gurupi – miasto i gmina w Brazylii, w stanie Tocantins. Znajduje się w mezoregionie Ocidental do Tocantins i mikroregionie Gurupi, 223 km od stolicy stanu Palmas i 742 od Brasílii.